# Mayorga (Leyte)
Mayorga é um município de  quinta classe de renda municipal (d) na província Leyte, nas Filipinas. De acordo com o censo de 1 de maio  de  2020 possui uma população de 18 071 pessoas e 4 779 domicílios.